# Àïd ibn Mandil
Àïd ibn Mandil (àrab: عائد بن منديل, ʿĀʾid b. Mandīl) fou emir dels Awlad Mandil del Chelif.
Va assassinar el seu germà Muhàmmad ibn Mandil (1263) i va prendre el poder amb el suport d'un altre germà de nom Thàbit ibn Mandil. Va governar a l'Ouarsenis, Médéa i Ténès. Se li va oposar un germà de nom Úmar ibn Mandil que aspirava al govern dels maghrawes, que va obtenir el suport dels abdalwadites de Tlemcen. Després d'un temps de lluita, Úmar es va imposar el 1269/1270 a Mazuna, però els seus germans van resistir en part del territori.